# فرانك سيلفا
فرانك سيلفا (بالإنجليزية: Frank Silva)‏ (و. 1949 – 1995 م) هو ممثل، ومصمم، وممثل أفلام، وممثل تلفزيوني، من الولايات المتحدة الأمريكية، ولد في ساكرامنتو، كاليفورنيا، توفي في سياتيل، واشنطن، عن عمر يناهز 46 عاماً.

## وصلات خارجية
- فرانك سيلفا على موقع IMDb (الإنجليزية)
- فرانك سيلفا على موقع روتن توميتوز (الإنجليزية)
- فرانك سيلفا على موقع أول موفي (الإنجليزية)
- فرانك سيلفا على موقع ديسكوغز (الإنجليزية)
- فرانك سيلفا على موقع قاعدة بيانات الفيلم (الإنجليزية)
- فرانك سيلفا على موقع كينوبويسك (الروسية)